# ヨハネス6世カンタクゼノス
ヨハネス6世カンタクゼノス（ギリシア語: Ιωάννης ΣΤ' Καντακουζηνός, ローマ字転写:JohannesⅥ Kantakouzenos,  1292年 - 1383年6月15日）は、東ローマ帝国パレオロゴス王朝の皇帝（在位：1347年 - 1354年）、政治家、歴史家、修道士。中世ギリシャ語読みではヨアニス6世カンダクジノス（もしくはカンダクヅィノス）。慣例として使われる個人名のヨハネスはラテン語名で古典式表記はイオアンネス。ラテン語のフルネームはヨハネス・カンタクゼヌス（Johannes Cantacuzenus）。修道名はヨアサフ（ギリシア語: Ιωάσαφ）。

## カンタクゼノスの家系
カンタクゼノス家は11世紀末に初めて歴史上に登場する帝国の名門で、マヌエル1世コムネノス帝の時代には皇帝の縁戚にも名を連ね、その他の帝国の名門とも婚姻関係を結んでいた。後に皇帝となるヨハネスの血統的出自に関しては不明なところが多いが、祖父と目されるミカエル・カンタクゼノスが東ローマ領ペロポネソス半島で対アカイア公国戦役に従事しており、父（奇妙な事にヨハネスは自分の父親の名前を自らの歴史書に記録していない）もペロポネソスの行政官を務めていた。また母テオドラ・パレオロギナ・カンタクゼネ（1342年没）はミカエル8世パレオロゴス帝の姉マリア＝マルサ・パレオロギナ（1215年 - 1267年）の孫娘である。父は1294年頃、ヨハネスの誕生を前に死去した。ヨハネスは青年期にエイレーネー・アサニナを妻に迎えたが、彼女の祖父は第二次ブルガリア帝国の皇帝イヴァン・アセン3世で、その妻はミカエル8世の娘エイレーネーであった。

## 帝国の重臣として
ヨハネスの生涯と経歴は主として彼自身の著作である『歴史』によって知る事が出来る（著作に関する詳細は後述）。彼が最初に世に出るのは、1320年のアンドロニコス3世パレオロゴス（当時は共同皇帝）が起こしたスキャンダルとその後の帝位継承者変更に伴う争乱に於いてであった。当時はメガス・パピアス（顧問官の一つ）なる職務にあったカンタクゼノスは同世代の友人であったアンドロニコス3世、及びいち早く彼の許に加わったシュルギアンネス・パレオロゴス・フィラントロペノス（母方の祖母はミカエル8世の姉エイレーネー、父はキリスト教に改宗したクマン人。中世ギリシア語表記ではシルギアニス・パレオロゴス・フィランソロピノス）の説得を受け、バルカン半島西部で行政官を務めていたテオドロス・シュナデノス（中世ギリシア語でセオドロス・シナディノス）と共にこの陣営に加わった。カンタクゼノスはその政治的手腕を生かし、コンスタンティノポリス市民に対しては政治の刷新と減税などの宣伝を行って支持を集める一方、首都に近いトラキア地方の行政官職を買官して勢力地の確保に努めた。後に彼の敵対者となったアレクシオス・アポカウコスはこの頃カンタクゼノスによって抜擢され、長く彼の部下として従っていた。
翌1321年からは公然たる内乱に突入し、その趨勢は何度か変動を見た。特に、アンドロニコス3世が優位に立つにつれ、勝利後彼の許で第一位を占めるのが誰になるのかでカンタクゼノスとシュルギアンネスが対立し、結局後者は敵側、アンドロニコス2世パレオロゴスの陣営に寝返る有様であった。いずれにせよ祖父と孫とのこの争いは1328年、孫アンドロニコス3世の勝利で終わった。祖父アンドロニコス2世は退位し修道院に入った（修道名アントニオス）。
カンタクゼノスはアンドロニコス3世によって帝国軍総司令官（メガス・ドメスティコス）に昇進し、その統治を支えた。小アジア領土を確保しようとした遠征は失敗に終わったが、ヨーロッパ側では成功を収めた。1335年に始まり、1340年に完全決着したエピロス専制公国の併合は彼の手腕によるところが大きい。

## 反逆、そして帝位に
1341年にアンドロニコス3世が没し、息子のヨハネス5世パレオロゴスが僅か10歳で即位すると、摂政権を巡る争いが起きた。カンタクゼノスは自身がその職を努める事を信じて疑わなかったが、皇太后アンナはこれに反対し、カンタクゼノスの懐刀とも言うべきアポカウコスと結んで彼に朝敵宣告を突きつけた。カンタクゼノスはそれに対抗してトラキア都市ディディモティコンで皇帝宣言したが、ヨハネス5世を廃する事なくそれを支える共同皇帝制度を建前としていた。
かくして帝国を二分する内乱が始まったのであるが、当初はカンタクゼノスに不利であった。帝国第二の都市テッサロニキでは彼の友人で支持者でもあったシュナデノスが行政官を務めていたが、ここで「熱心党」（ゼロータイ、ないしジロテ）が反乱を起こし、シュナデノスを追放して市政を掌握したからである（1342年）。彼らは大土地所有貴族層を代表するカンタクゼノスを憎悪する中産・下層階級の都市市民をその支持基盤とし、宗教的にも静寂主義を推すカンタクゼノスとは対立関係にあった。彼らはパレオロゴス家の正統な皇帝ヨハネス5世を強力に支持した。同様の動きが帝国各地で発生し、カンタクゼノスは窮地に追い込まれた。
カンタクゼノスは隣国のセルビア王国に逃れ、ステファン・ウロシュ4世ドゥシャン王の支援を求めた。その後マケドニア、テッサリア地方で勢力の回復に成功したカンタクゼノスと、この地域に野心を抱いていたドゥシャンとの関係は悪化し、同盟は解消された（ドゥシャンは逆にヨハネス5世側に回った）。カンタクゼノスはこれに代わって、知己であったオスマン朝君主オルハンの支援の取り付けに成功し、娘テオドラを嫁がせた。オルハンの支援を得たカンタクゼノスは反撃に成功し、1347年2月8日に帝都コンスタンティノポリスに入城を果たした。彼は娘のヘレネをヨハネス5世パレオロゴスに娶わせ、自身も正式に戴冠した。かつての建前であるが、カンタクゼノスはヨハネス5世との共同統治という形式を遵守し、10年間という期限付きの正帝として実権を掌握した。

## 皇帝カンタクゼノスの治世
内乱は終結したものの、この六年間の間に帝国は荒廃した。特に、マケドニア、テッサリア、エピロスといったバルカン西部の諸州は殆どがドゥシャンの手に渡り、彼は1346年にスコピエで「セルビア人とローマ人の皇帝」として戴冠し、今や東ローマを凌ぐ勢いを見せた。また、唯一残されたテッサロニキは相変わらず熱心党の支配下にあってカンタクゼノスの統治を拒否していた。府主教に任命された高名な神学者グレゴリオス・パラマスも彼らの反対で着任出来ないままであった。
また、カンタクゼノスは首都対岸のガラタス（ガラタ、別称ペラ）に拠るジェノヴァ人との間にも深刻な対立を抱えていた。その起源は1329年のジェノヴァ人によるキオス島不法占拠を巡る争いに遡るが、彼らは内乱に乗じて1346年再び同島を占拠してしまった。カンタクゼノスは新たに軍艦を建造し艦隊を編成してこれに戦いを挑んだが、練度の低さの為ジェノヴァ海軍に完敗を喫した（1349年）。
カンタクゼノスはジェノヴァとの戦争から一時手を引き、ヨハネス5世を伴ってテッサロニキに赴いた。市内ではセルビアに開城しようとする熱心党に対する反動クーデターが起きて政権が打倒され、カンタクゼノスは漸くこの都市に入城する事が出来た（1350年）。しかし、その後カンタクゼノスの様々な尽力にも拘わらず、帝国はセルビアに奪われた領土を殆ど回復する事は出来ず、どうにかテッサロニキと周辺地域を確保するに留まった。カンタクゼノスはここにヨハネス5世を統治者として据えた。彼はテッサロニキをはじめとして、縮小し外敵の脅威にさらされた帝国領土を保全する為、息子や血縁者に専制公などの称号を与えた上で地方行政官に任命した。その一つが次子マヌエルが派遣された（1349年）モレアス専制公領である。
ジェノヴァとの争いはなおも続いた。その頃同じくジェノヴァと対立を深めていたヴェネツィア共和国はアラゴン王ペドロ4世と同盟を結び、カンタクゼノスもこれに加わる事になった。1352年2月13日にボスポロス海峡で両海軍が海戦に臨むも決着は付かず、同盟は解体してここに和平条約を結ぶ事になった。そもそもの争いの発端であったキオス島はジェノヴァ人の手に渡り、帝国からは完全に失われた。
ジェノヴァとの争いが一段落した後もカンタクゼノスは戦争から解放されなかった。遠くテッサロニキに留め置かれたヨハネス5世は自らの立場に不満を覚えていた。戦争が終わったその年、彼はセルビア及びブルガリアと同盟を結んで反乱を起こし、帝国は再度内乱に見舞われる事になった（東ローマ内戦 (1352年 - 1357年)）。トラキア地方に進軍したヨハネス5世陣営に対し、ヨハネス6世は再びオルハンとの同盟に頼った。オルハンは彼の期待に応え、その長子スレイマンは10,000人の騎兵を率いてバルカンに渡ると、マリツァ河畔でヨハネス5世陣営の連合軍に完勝した。ヨハネス5世はテッサロニキに退き、一旦国外に亡命を余儀なくされた。
パレオロゴス家を帝権から排除したヨハネス6世はカンタクゼノス王朝の創設に一歩を踏み出し、長子マタイオスを正式に共同皇帝・後継者に擁立しようとする。当時の総主教カリストス1世はマタイオスへの戴冠を拒否して罷免され、後任のフィロテオス1世コキノスによってマタイオスは1353年4月、皇帝として戴冠を受けた。

## 廃位、そして隠退
しかし、カンタクゼノス家の勝利は自力によるものではなくトルコ人の軍事力に頼ったものであり、彼らはその報酬として帝国に残された数少ない領土トラキアを荒らし回るなど、帝国民を恐怖に陥れた。しかも彼らは1354年3月、地震によって崩壊し住民のいなくなったダーダネルス海峡沿いの都市カリポリスを占拠し遂にヨーロッパ側に最初の拠点を獲得してしまう。また、首都市民は正統なパレオロゴス家に対する忠誠心が強く、ヨハネス6世の行為は簒奪と専横として非難を浴び、その地位は揺らいだ。ヨハネス5世はこうした状況を利用し、同年ジェノヴァ人貴族フランチェスコ・ガッティルシオ（この功績により、同帝からレスボス島を与えられた）の支援を受けてコンスタンティノポリスに帰還した。
12月9日、ヨハネス6世は妻エイレーネーと共に隠退し修道院入りする事となった。その後（1361年頃）次子マヌエルが統治するモレアス専制公領に赴き、時折首都を訪問する生活をしながら残る生涯を、主として神学関係の著述に捧げた。1376年のアンドロニコス4世パレオロゴス反逆の際には首都にいて、一時拘束されている。
1383年6月15日、ミストラスにて死去。

## 人物評価
オスマン朝のバルカン進出のきっかけを作った人物として、帝国滅亡に重大な責ありと見なされているカンタクゼノスであるが、実際にはもっと複雑な状況が絡んでいる。帝国はこの時期、南進を目論むセルビア、東地中海の制海権を握ろうとするヴェネツィア、ジェノヴァの野心に晒されていた。カンタクゼノスはこうした状況を切り抜けるに当たってオスマン朝、殊にオルハンとの個人的な同盟に頼ろうとしたのである。実際、オスマン朝の組織された軍事力を得ようとしたのはセルビア王ドゥシャンやヨハネス5世にしても同様であった。ただカンタクゼノスの手腕が彼らより勝ったに過ぎない。無論、彼がこの極めて個人的関係に依拠した不安定な同盟関係に頼り続けたため、帝国に明らかに悪い影響を残した点は否定出来ない。
カンタクゼノスが帝国に与えた致命的な影響は、既に帝国に内在していた社会対立・宗教対立を一気に爆発させてしまった事であろう。熱心党の反乱にも見られるように、彼が貴族層を頼りにして挙兵したのは、却ってそれ以外の人々を正統主義と反貴族、そして反静寂主義に立ち上がらせてしまった。また、政権に親族を起用した為に一門支配のそしりを免れず、特にヨハネス5世を廃して自らの息子マタイオスを帝位につけた事は専横の極みとして大きく彼の声望をおとしめた。アンドロニコス3世の時代に政治の刷新を掲げて登場した青年貴族は、歳を重ねていつの間にか最も反動的な人物になってしまっていたのである。
カンタクゼノスは疑いなく優れた政治家・軍人であり、その政策自体は大半が的確であったと言える。しかし、前述の通り彼の政治生活は大半が反対派との党争にあけくれ、殆どの成果は一時的なもので終わった。その中での継続的な成果は、親族による帝国領土の行政権分担という極めて現実的な制度の施行である。特に次子マヌエルが派遣されたモレアス専制公領の創設はその後の帝国存続の基盤を提供し、彼の退位後も続くパレオロゴス王朝の諸帝によって継続されていった。

## 著作
カンタクゼノスは当時有数の教養人であり、「クリストドゥロス（Χριστόδουλος, キリストの僕）」というペンネームで様々な著作を著した。
- 『歴史』（全4巻、1370年頃成立） - 1320年のアンドロニコス3世の反逆から書き起こし、1357年のマタイオス・カンタクゼノスの退位までを叙述し、その後の1364年にいたる個別の覚え書きを付加している。彼自身主要な立場を担った同時代史として、その記述それ自体は正確であり詳細であるが、公正性・客観性という点では大いに問題のある著作である。彼は自分と友人・同志の行動を最大限に称賛する一方で、その敵対者に対しては非難・中傷・嘲弄を浴びせている。

その他の著作は主に静寂主義を扱ったキリスト教神学関係の著作である。
- 『プロホロス・キドニス宛駁論』（1368年 - 1369年成立） - 反静寂主義者への反駁の書簡。
- 『ムハンマドの徒に対する弁明』 - イスラーム教駁論
- その他

## 家族
イヴァン・アセン3世の孫娘エイレーネー・アサニナの間には三人の息子、四人の娘が産まれた。
- 長男：マタイオス（1325年 - 1383年） - 東ローマ皇帝（1353年 - 1357年）
- 次男：マヌエル（1326年頃 - 1380年） - 初代モレアス専制公（1349年 - 1380年）
- 三男：アンドロニコス（Ανδρόνικος, 1334年 - 1347年） - クリミア半島から伝わったペストに罹病して死去

娘についてはそれぞれの誕生順が明確ではない。
- マリア（Μαρία Καντακουζηνή） - エピロス専制公ニケフォロス2世ドゥーカス・オルシーニの妻
- テオドラ・カンタクゼネ（テオドラ・ハトゥン）（Θεοδώρα, 1381年以降没） - オスマン君主オルハンの妻
- ヘレネー・パレオロギナ（Ελένη Παλαιολογίνα, 1333年 - 1397年8月） - ヨハネス5世パレオロゴスの妻